# 462

## Nașteri
- dată necunoscută: Romulus Augustulus ultimul împărat roman (475-476) (d. 511)